# Катя Сикара
Катя Сикара (грец. Κάτια Συκαρά  —   грецький  професор  Інституту робототехніки, Школи комп’ютерних наук в університеті Карнегі Меллон, керує Лабораторією сучасних технологій «Агент-робототехніка» в Інституті робототехніки, університету Карнегі Меллона, академічний радник  аспірантів Інституту робототехніки.

## Біографія та професійна діяльність
Катя Сикара народилась у Греції.  Поїхала до США, щоб здобути вищу освіту за допомогою  стипендій. 
Вона  - головний редактор журналу Autonomous Agents and Multi-Agent Systems. Головний редактор серії Springer про агентів; та регіональний редактор AI та Science Science, журналу "Групове рішення та переговори". Катя Сикара - член  редакційної ради, серії книг Kluwer на тему "Багатоагентські системи, штучні товариства та імітовані організації"; член редколегії журналів "Агентно-орієнтована інженерія програмного забезпечення", "Веброзвідка та агентські технології", "Журнал інфономіки", "Fundamenda Informaticae" та "Супутня інженерія: Дослідження та застосування"; та член редколегії журналу ETAI в семантичній мережі (1998–2001). Вона була членом редакції «Інтелектуальних систем IEEE та їх застосувань» (1992–1996) та «AI in Engineering» (1990–1996). 
Є членом Науково-консультативної ради France Telecom, 2003-2009;  Науково-консультативної ради Інституту інформатики та телекомунікацій Грецького національного науково-дослідного центру Демокритос, 2004-2012 рр .; член Виконавчої ради AAAI (1996–99); член Технічного комітету OASIS з розробки програмного забезпечення UDDI (Universal Description та Discovery for Interoperability), що є галузевим стандартом; та запрошеного експерта робочої групи з архітектури вебслужб W3C (Всесвітнього консорціуму вебсайтів). Вона була членом Ради директорів Міжнародного фонду багатоагентних систем (IFMAS) та членом-засновником асоціації Semantic Web Science.
Була головою програми Другої міжнародної семантичної вебконференції (ISWC 2003);   головою Другої міжнародної конференції з автономних агентів (агенти 98); головою Керівного комітету Агентської конференції (1999–2001); кафедра стипендій АААІ (1993–1999); та співголова США щодо Ініціативи Вебсервісів США-Європа. Вона отримала звання  доктора наук в галузі комп'ютерних наук від Джорджійського технологічного інституту. Нагороджена  званням Почесного доктора Егейського університету в 2004 році.

## Відкриття і дослідження
Катя Сикара - піонер у галузі семантичної мережі, міркувань на основі конкретних випадків, автономних агентів та багатоагентських систем. Вона є автором або співавтором понад семисот наукових праць, що стосуються  х систем, програмних агентів, вебслужб, семантичної мережі Інтернет, взаємодії людини та комп'ютера, взаємодії людини-робота, переговорів,   застосування цих методів, планування кризових дій, планування, виробництво, управління охороною здоров'я, фінансове планування та електронна комерція. Вона очолила багатомільйонні дослідницькі зусилля, що фінансуються DARPA, NASA, AFOSR, ONR, AFRL, NSF та промисловістю.
Завдяки програмі ONR MURI і, хоча програми COABS DARPA, група професора Сикара розробила багатоагентну інфраструктуру RETSINA - набір інструментів, що дозволяє розвивати різнорідні програмні агенти, здатні динамічно координуватись у відкритих інформаційних середовищах (наприклад, в Інтернеті). RETSINA використовувався в багатьох програмах, включаючи підтримку спільних місійних команд для реагування на кризи; створення автономних агентів для усвідомлення ситуації та синтезу інформації; управління фінансовим портфелем, переговори та формування коаліції для електронної комерції та координація роботи для міського пошуку та рятування. Катя Сикара  є   учасником розробки OWL-S, мови, а також програмного забезпечення для створення контактів та посередництва для виявлення агентів, інтеграції сервісів та семантичної взаємодії.

## Нагороди та визнання
Сикара - науковий співробітник Інституту інженерів електротехніки та електроніки (IEEE) та співробітник Американської асоціації штучного інтелекту (AAAI). Катя Сикара   визнана однією з провідних дослідниць у галузі автономних програмних агентів і  проблем, пов’язаних із спільним прийняттям рішень та переговорами таких агентів. 
- 2002 р. -  премія ACM / SIGART Agents Research Award.
- 2005 р. -   премія «Видатний випускник» від Університету Вісконсину – Мілвокі.
- 2015 р. -  лауреат премії Групового рішення та переговорів (GDN)   Інституту досліджень операційних досліджень та управлінських наук (INFORMS) GDN за видатний внесок у сферу групових рішень та переговорів.

Команди її роботів   виграли багато міжнародних нагород.
- 2005 р. - в місті Атланті   її команда здобула першу в класі премію за автономію та першу в класі премію за мобільність.
- 2007 р. -  в Атланті  очолила ще одну команду, яка стала чемпіонами світу в Міжнародному змаганні Ліги з пошукових і рятувальних моделей Robocup
- 2008 р. - її робототехнічна команда посіла третє місце у Всесвітньому змаганні чемпіонатів Robocup у Міській лінійці віртуальної роботи, пошуку та порятунку, що відбулась у Пекіні, Китай